# Золотурнский художественный музей
Золотурнский художественный музей (нем. Kunstmuseum Solothurn) — художественный музей в швейцарском городе Золотурне, одно из наиболее значимых культурных учреждений города. Основан в 1902 году
как «Музей искусства и науки», и поначалу в нём помимо художественного отдела работал естественно-исторический отдел. В 1970-е годы на основе естественно-научной коллекции был переведён в самостоятельный Музей природы. В музейном саду сохранилось несколько экзотических деревьев, в том числе секвойя. Наиболее известным экспонатом Золотурнского музея является работа Ганса Гольбейна Младшего, так называемая «Золотурнская мадонна». Музей также располагает представительной коллекцией работ швейцарских скульпторов и произведений современного швейцарского искусства.